# Franz von Blon
Friedrich Franz von Blon (Berlín, 16 de juliol, 1861 - Seilershof (avui Gransee), 21 d'octubre, 1945), va ser un compositor, director d'orquestra i violinista alemany. Va ser un dels compositors de música de marxa alemanys més importants del seu temps.

## Biografia
Franz von Blon va néixer a Berlín, era fil d'un joier i la seva dona i va ser batejat com a protestants. A la seva ciutat natal va assistir al "Sophien-Realgymnasium" i va rebre classes privades de piano i violí. Després va completar els estudis de música a Berlín al Conservatori Stern i a la Universität der Künste Berlin. Va ser un dels sis estudiants particulars de Joseph Joachim. Mentrestant (a partir de 1880) va fer els seus tres anys de servei militar a l'exèrcit prussià amb el regiment de granaders Príncep Karl de Prússia (2n Brandenburg) número 12 a Frankfurt del Oder. Durant aquest temps va compondre les seves primeres peces per a orquestra de vent i música de marxa.
De 1884 a 1890 va ser concertista de l'orquestra del Teatre de la Ciutat d'Hamburg. Des de 1890 va treballar com a compositor a Berlín. Junt amb Victor Hollaender i Walter Kollo, va ser un d'aquells compositors d'entreteniment amb els quals "l'aura de la música de Berlín encara s'associa avui dia". El 1897 va esdevenir director de l'Orquestra Filharmònica de Vent de Berlín. Les gires de concerts el van portar amb l'orquestra, entre altres coses. a través d'Alemanya, a Anglaterra i als EUA. El 1904 va aparèixer a la (Exposició Universal) a St. Louis, Missouri. Des de 1901 també va ser director -juntament amb Richard Strauss- de l'Orquestra Tonkunstler de Berlín i des de 1906 de l'Orquestra Filharmònica de Varsòvia. Més tard també va fer aparicions com a convidat a la Unió Soviètica. L'abril de 1936 va rebre el títol de professor. Va treballar com a director als Jocs Olímpics d'Estiu de 1936 a Berlín.
Franz von Blon es va casar amb Anna Therese von Blon, de soltera Meÿerer (1870–1939), des de 1900 i va viure a Berlín-Wilmersdorf. El 1945 va morir a Seilershof, un suburbi de Berlín.

## Treballs
La seva obra inclou obres orquestrals lleugeres com ara obertures i suites, així com obres per a piano, cançons i diverses operetes. Aquests últims inclouen, entre d'altres:
- Sub rosa (Lübeck, 1887),
- The Amazon (Magdeburg, 1903)
- The Great Princess (Halle, 1913).[7]

També va escriure el ballet In Africa (Berlín, 1899). La imatge de dansa va ser dissenyada per Emil Graeb, mestre de ballet de la Royal Opera de Berlín. Al costat de Carl Teike i Hermann Ludwig Blankenburg, von Blon es pot comptar entre els compositors alemanys més importants de música de marxa. En total va compondre unes 30 peces d'aquest tipus. Les seves obres incloïen d'altres molt americanes com la marxa de 1904 The Friendship Flag. El 1933, les marxes Under the Victory Banner (HM II, 152) i Victòria (HM II, 153) es van integrar a la col·lecció de la marxa de l'exèrcit. Von Blon va ser el creador de la "música de metall de concert atractiva" (Gottfried Veit), per exemple, l'obertura dramàtica i la March Heil Europa. L'anterior composició es va estrenar al 19è Festival Federal de Música de Berna i Wolfgang Suppan la considerava una "obra pionera" per a orquestres de vent. Entre les 80 composicions de música de metall de Blon hi ha la Serenade d'Amour, que va ser gravada el 1903 i el 1909 per la banda de John Philip Sousa. L'Associació de Concerts de Viena i l'Orquestra Tonkunstler de Viena van incloure les seves composicions al seu programa. Moltes de les seves obres van ser editades per Charles Wiley i Harold Gore, amb més de 40 publicades a la sèrie discogràfica "Heritage of the March" (Volums 9, Q, HH, AAAA i BBBB).

## Catàleg d'obres
Obres per a orquestra

- 1899 Buren-Marsch op. 72
- 1907 Chansonette d’amour
- 1926 Helfer heraus (Nothelfer Marsch)
- Blumengeflüster Charakterstück
- Fest-Ouvertüre
- Frauen-Liebe und -leben Walzer
- Im D-Zug Galopp für Orchester
- Serenade d’amour

## Obres per a orquestra de vent
| - 1927 Tellensöhne Marsch - 1930 Vivat Saint Petersburg! Marsch - 1931 Dramatische Ouvertüre - 1931 Humoreske - 1931 Impromptu - 1931 Notturno - 1935 Romantische Konzertouvertüre - 1935 Fantasie-Caprice - Alt-Berlin - Blumengeflüster - Die Freundschafts-Flagge - Die Wacht am Rhein - Dolchtanz und Schlangenbeschwörerin (1900) - Durch Kampf zum Sieg - Frauenliebe und Leben - Friedensklänge - Frühlingseinzug opus 55 - Heil Europa, opus 75 - Heroische Ouvertüre - In den Dünen - Kaiser Parade Marsch - La Danseuse - Marine-Marsch, opus 102 - Mecklenburger Marsch, opus 103 - Mein Ideal, Walzer | - Melitta, Intermezzo - Minnen und Werben, Walzer - Mit Eichenlaub und Schwertern - Mit preußischen Standarten, Marsch - Mit Standarten - Mondnacht am Rheinsberger See, Stimmungsbild - Orientalischer Zug - Puppen-Menuett (1906) - Perpetuum mobile, Marsch - Sizilietta - Solinger Schützen - Soldatenblut - Strandleben am Abend - Süßer Traum - Ballerinnerung - Tanz der Fischermädchen - Traumweben, Vision - Traumbild, Charakterstûck , 1899 - Treu zur Fahne, Marsch - Unter dem Siegesbanner - Unter der Friedenssonne, opus 51, Marsch - Victoria - Marsch - Vision - Von Pol zu Pol - Wellenspiel - Zum Rendez-Vous |

Obres per a piano

- 1926 Helpers out (Marxa d'Ajudants d'Emergència)

Treballs per a guitarra

- Serenade d'amour... opus 12

Música vocal

- 1899 Am Rhein per a contra-alt i piano